# Robert Buettner
Œuvres principales
- Série L'Orphelin

Robert Buettner, né le 7 juillet 1947 à New York, est un écrivain américain de science-fiction militaire.

## Œuvres

### Univers Orphan

#### SérieL'Orphelin
1. Les Orphelins, Eclipse, 2010 ((en) Orphanage, 2004)
2. Le Destin de l'orphelin, Eclipse, 2011 ((en) Orphan's Destiny, 2005)[1]
3. (en) Orphan's Journey, 2008
4. (en) Orphan's Alliance, 2008
5. (en) Orphan's Triumph, 2009

#### SérieOrphan's Legacy
1. (en) Overkill, 2011
2. (en) Undercurrents, 2011
3. (en) Balance Point, 2014

### Romans indépendants
- (en) The Golden Gate, 2017